# Raghav Sachar
Raghav Sachar (nacido el 24 de julio de 1981) es un cantante indio, su padre es, R. K. Sachar, y su madre, Usha Sachar. Es el más joven de tres hermanos. Empezó a tocar su primer instrumento, a temprana edad. Cuenta que cada año desde entonces, sus padres le han dotado toda clase de instrumentos musicales. Pertenecientes a una familia amantes de la música, Raghav se interesó por la música desde muy temprana edad. Ganó su primer premio nominado como el mejor baterista tras haberse organizado en un concurso de Pepsi, esto en Cornucopia en Nueva Delhi en 1994, además de ser considerado como uno de los mejores tecladistas tras participar en el Festival de BITS Pilani. También formó parte de una banda musical llamada, Canzona, con algunos amigos antes de proceder al Conservatorio de Música de Monash, en Melbourne, Australia en 2000,  para especializarse en música.

## Discografía
| Título del álbum           | Idioma | Año  |
| -------------------------- | ------ | ---- |
| Raghav, For the First Time | Hindi  | 2003 |
| 24 Carat                   | Hindi  | 2005 |
| Play It Loud               | Hindi  | 2007 |
| Charming Lootera           | Hindi  | 2009 |
| Dil ki zubaan              | Hindi  | 2011 |

### Banda sonora de películas
| Película      | Idioma | Año  |
| ------------- | ------ | ---- |
| Kabul Express | Hindi  | 2006 |
| Sunday        | Hindi  | 2008 |
| One Two Three | Hindi  | 2008 |
| Haal-e-dil    | Hindi  | 2008 |
| Daddy Cool    | Hindi  | 2009 |